# 土方久
土方 久 (ひじかた ひさし、1942年5月4日 - ）は、日本の会計学者。
学位は経営学博士(神戸大学・論文博士)。西南学院大学名誉教授。
専門（講義）は簿記原理、会計学原理ならびに会計史。ドイツ会計学の研究では、日本会計研究学会太田賞を受賞。ドイツ簿記史ないしドイツ会計史の研究では、日本簿記学会賞と日本会計史学会賞を受賞。
学内では、商学部長、学術研究所長、広報委員長、大学院経営学研究科長、大学院学務部長などを務める。
学外では、専門学校 福岡カレッジ・オブ・ビジネス理事、財団法人・九州大学出版会理事、後には編集企画委員、福岡都市圏１９大学連携公開講座実行委員会委員長、財団法人・大学基準協会・相互評価委員会委員などを務める。
福岡県久留米市出身。

## 来歴
両親が税理士の家業の１人息子として生まれる。
学歴については、1962年4月 関西学院大学商学部に入学、1966年3月に卒業。同年4月 神戸大学大学院経営学研究科修士課程に入学。1968年3月　同課程を修了、同年4月 神戸大学大学院経営学研究科博士課程に進学と同時に、西南学院大学商学部助手に招聘。1971年3月 神戸大学大学院博士課程を単位取得満期退学。
1987年9月 博士号取得（経営学博士）。学位論文は「ディナミッシェ・ビランツの生成ならびにその形式構造および実質構造の変遷に関する研究」。
大学院まで進学したのは、大学院に進学すれば、税理士試験がいくらか免除されるということで、跡継ぎとして親孝行の真似事でもしておこうかと、卒業後の進路指導に、指導教授の小島男佐夫先生の研究室を訪ねて、「僕、大学院に進学したいのですが」と申し上げたのが発端。先生は破顔一笑、返ってきたのは、「そりゃ、ええこっちゃ、すぐに山下先生に推薦状を書いてやる」とのこと。山下先生とは、簿記、会計学の神様とまで畏敬される神戸大学の山下勝治先生。これには困惑してしまい、大真面目の先生の熱い期待感に、いまさら税理士試験の免除のためとは申し上げることもできず、だからといって、神戸大学に合格する自信などなくて、「僕、先生のような研究がしたいんです」と口から出任せのことを申し上げてしまった。この一言が生涯の後悔になって、後には、「会計史」の研究に取り組むことに。生涯のライフワークになる。
ところで、大学院の試験問題は『会計の倫理と論理について』。この１題だけ、いまでも想い悩み考えるが、これには頭の中は真っ白。開き直って書くには書いたが、この出題者は、後に指導教授になる谷端長先生。幸い合格したものの、山下先生が病床に臥しておられたことから、その高弟である谷端先生の門下として、ドイツ会計学の祖であるシュマーレンバッハ (Schmalenbach, Eugen、1873年8月20日～1955年2月20日)先生 の大著『動的貸借対照表論』(“Dynamische Bilanz”)を基底に「ドイツ会計学」の研究に取り組むことになる。
後には、あの生涯の後悔を払拭しえたらとの想いに悩み、これから遡源することで、「ドイツ簿記の16世紀」から、17世紀、18世紀を経由、19世紀までの単式簿記と複式簿記、さらに「静態論｣から｢20世紀の動態論｣まで、この4世紀余、400年余の間を俯瞰して、今日の複式簿記の枠内にある会計、｢複式簿記会計への進化｣を解明している。併せて、いまから約6000年前、紀元前4000年の後半、古代メソポタミアの「記録の起源」にまで遡源することで、粘土板の会計証書の作成から会計帳簿が備え付けられる経緯を探求しようと、記録の起源と「複式簿記の記録」も解明している。
職歴については、1968年4月 西南学院大学商学部助手。1971年4月 西南学院大学商学部専任講師。1973年4月 西南学院大学商学部助教授。1974年4月～2010年3月 九州産業大学非常勤講師を兼務。1979年4月 西南学院大学商学部教授ならびに大学院経営学研究科教授。1984年4月～2013年3月 熊本学園大学（元熊本商科大学）非常勤講師を兼務。1986年9月～1998年7月 専門学校 福岡カレッジ・オブ・ビジネス非常勤講師を兼務。
1995年7月～1997年6月 西南学院大学商学部長に就任。1996年7月 近畿大学非常勤講師を兼務。1997年７月～2001年6月 西南学院大学学術研究所長に就任、広報委員長を兼務。2001年7月～2003年6月 西南学院大学大学院学務部長に就任、大学院経営学研究科長を兼務。2005年7月～2009年6月 西南学院大学大学院経営学研究科長に就任。
2013年3月 西南学院大学を停年退職。2013年4月から、西南学院大学名誉教授。

## 受賞
- 1982年6月、日本会計研究学会太田賞（著書『近代会計の基礎理論』）
- 2006年8月、日本簿記学会賞（著書『複式簿記の歴史と論理』）
- 2009年10月、日本会計史学会賞（著書『複式簿記会計の歴史と論理』）

## 学会活動
- 日本会計研究学会、会員、1968年5月 - 2012年9月
- 日本会計史学会、会員、1982年6月 - 2012年9月
- 財務会計研究会、会員、2006年11月 - 2007年11月
- 財務会計研究学会、会員、2007年11月 - 2012年12月

## 社会活動
- 商工会議所・商業活動調整協議会、委員、1980年9月 - 1981年1月1月
- 甘木商工会議所・商業活動調整協議会、委員、1982年3月 - 1982年12月
- 大牟田商工会議所・商業活動調整協議会、副会長、1983年1月 - 1985年1月
- 大牟田商工会議所／荒尾商工会議所・広域商業活動調整協議会、委員、1983年3月 - 1984年12月
- 大牟田商工会議所・商業活動調整協議会、副会長、1985年12月 - 1987年12月
- 大牟田商工会議所・商業活動調整協議会、副会長、1988年4月 - 1990年3月
- 大牟田商工会議所・商業活動調整協議会、副会長、1990年9月 - 1992年1月
- 専門学校 福岡カレッジ・オブ・ビジネス、理事、1994年5月 - 2017年6月
- 熊本学園商学論集・審査委員、1995年4月 - 2012年7月
- 農免道路に愛称をつける会（福岡県浮羽郡田主丸町）、委員、1995年4月 - 1995年6月
- 山苞の会（久留米市田主丸町（元福岡県浮羽郡田主丸町））、推進委員、2019年6月 - 現在に至る
- 国土庁（財団法人・農村開発企画委員会）主催の第12回・農村アニメティ・コンクール・特別優秀賞を受賞（1997年11月）、久留米ふるさと市民賞を受賞（2006年9月）、総務大臣賞を受賞（2008年11月）、福岡県観光功労賞を受賞（2009年10月）
- 地域づくりのアドバイザー（福岡県浮羽郡田主丸町）、1996年5月 - 1997年3月
- 財団法人・九州大学出版会、理事、1998年4月 - 2002年3月
- 福岡都市圏17大学連続公開講座実行委員会、監事、1998年4月 - 2001年3月
- 財団法人・九州大学出版会、編集企画委員、2000年12月 - 2013年3月
- 福岡都市圏19大学連携公開講座実行委員会、委員長、2001年5月 - 2002年2月
- 田主丸町情報公開審査会、委員長、2001年8月 - 2005年2月
- 福岡商工会議所・簿記検定試験委員、2002年4月 - 2013年3月
- 財団法人・大学基準協会・相互評価委員会（商学・経営学系専門評価分科会、委員、2004年4月 - 2008年3月

## 著書

### 単著
- 『近代会計の生成－ディナミッシェ・ビランツの研究－』、西南学院大学学術研究所　1981年4月、1～219頁．
- 『近代会計の基礎理論－ディナミッシェ・ビランツの研究－』、森山書店　1981年10月、1～282頁．
- 『近代会計の理論展開－ディナミッシェ・ビランツの研究－』、 森山書店　1986年9月、1～207頁．
- 『近代会計の基礎理論－ディナミッシェ・ビランツの研究－』（増訂版）、 森山書店　1986年11月、1～344頁．
- 『貸借対照表能力の研究－その史的変遷と画定メカニズムについて－』、 西南学院大学学術研究所　1996年3月、1～200頁．
- 『貸借対照表能力論』、 森山書店　1998年11月、1～313頁．
- 『複式簿記の歴史と論理－ドイツ簿記の16世紀－』、森山書店　2005年12月、1～452頁．
- 『複式簿記会計の歴史と論理－ドイツ簿記の16世紀から複式簿記会計への進化－』、森山書店　2008年11月、1～604頁．
- 『16世紀におけるドイツ固有の簿記の研究－複式簿記の歴史からその論理を求めて－』、西南学院大学学術研究所　2012年3月、1～262頁．
- 『複式簿記生成史の研究－ドイツ固有の簿記とイタリア簿記の交渉と融合』、 森山書店　2012年11月、1～428頁．
- 『記録の起源と複式簿記の記録』、西南学院大学学術研究所　2013年2月、1～184頁．

### 訳書
- 『経営維持と利潤計算』（Endres, Walter: Der erzielte und der  ausschüttbare Gewinn der Betriebe, Köln und Opladen 1967.）、 ミネルヴァ書房　1975年6月、1～247頁．

### 編著
- 『貸借対照表能力に関する研究』（スタディ・グループ中間報告）、日本会計研究学会　1991年9月、1～2 / 39～48 / 55～59頁．
- 『貸借対照表能力に関する研究』（スタディ・グループ最終報告）、日本会計研究学会　1992年9月、1～2 / 29～38 / 70～79頁．
- 『貸借対照表能力論－資産および負債の定義と認識－』、税務経理協会　1993年4月、1～3 / 53～64 / 115～128 / 175～188頁．
- 『複式簿記入門』、 　中央経済社　1996年4月、1～77頁．
- 『簿記における利益計算システムの研究』（簿記理論研究部会報告）、日本簿記学会　1996年10月、1～2 / 55～66 / 89～98頁．
- 『近代会計と複式簿記』（還暦記念）、税務経理協会　2003年4月、1～7 / 187～210頁．

### 共著
- 『基本商業簿記』、中央経済社　1975年6月、165～223頁．
- 『基本簿記原理』、中央経済社　1983年7月、1～6 / 174～243頁．
- 『新版 複式簿記入門』、中央経済社　2006年4月、1～77頁．

### 分担執筆
- 『現代会計の史的研究』（関西学院大学会計学研究室編）、森山書店　1973年11月、135～148頁．
- 『テキストブック会計学（2）簿記』（武田隆二編）、有斐閣　1980年4月、139～178頁．
- 『財務会計の論点』（武田隆二編）、同文舘　1981年6月、214～231頁．
- 『テキストブック会計学（2）簿記』（武田隆二編）（改訂版）、有斐閣　1983年4月、139～178頁．
- 『会計情報の特性に関する研究』（スタディ・グループ中間報告）、日本会計研究学会　1989年5月、22～28頁．
- 『会計情報の特性に関する研究』（スタディ・グループ最終報告）、日本会計研究学会　1990年9月、15～24頁．
- 『財務会計システムの研究』（興津裕康監修）、税務経理協会　1999年8月、88～101頁．
- 『現代会計の国際的動向と展望』（津守常弘編）、九州大学出版会　1999年9月、129～141頁．
- 『財務諸表論がわかる』（武田隆二監修）、中央経済社　2000年10月、128～137頁．
- 『近代会計の思潮』（岸悦三編）、同文舘　2002年9月、35～46頁．
- 『仕訳で学ぶ簿記』（興津裕康編）、税務経理協会、2003年11月、11～15頁.
- 『近代会計成立史』（平林喜博編）、同文舘、2005年4月、36～52頁.
- 『20世紀におけるわが国会計学研究の軌跡』（戸田博之・興津裕康・中野常男編）、白桃書房、2005年11月、48～65頁.
- 『簿記・会計の原理－ドイツ系会計学の源流を探る－』（戸田博之・安平昭二編）、東京経済情報出版、2005年11月、123～140頁.
- 『パワーアップ簿記』（興津裕康監修）、税務経理協会、2006年12月、11～19頁.

## 論文
- 「ディナミッシェ・ビランツにおける計算原則の展開」（I）『西南学院大学商学論集』第15巻第1号 1968年6月 75～92頁．（II）『西南学院大学商学論集』第15巻第2号 1968年9月 101～119頁．（III）『西南学院大学商学論集』第15巻第3号 1968年12月 53～71頁．
- 「ゲルトマッハーの貸借対照表論－ディナミッシェ・ビランツとの関連において－」（I）『西南学院大学商学論集』第16巻第2号 1969年10月 133～163頁．（II）『西南学院大学商学論集』第16巻第3号 1969年11月 87～115頁．
- 「ハウスナーの貸借対照表論－ディナミッシェ・ビランツとの関連において－」『西南学院大学商学論集』第17巻第2号 1970年10月 96～131頁．
- 「アルバッハの貸借対照表論－ディナミッシェ・ビランツとの関連において－」『西南学院大学商学論集』第18巻第3号 1971年12月 57～94頁．
- 「マールベルクの貸借対照表論－ディナミッシェ・ビランツとの関連において－」（I）『西南学院大学商学論集』第18巻第4号 1972年2月 53～89頁．（II）『西南学院大学商学論集』第19巻第1号 1972年5月 81～103頁．（III）『西南学院大学商学論集』第19巻第3号 1972年11月 253～324頁．
- 「ディナミッシェ・ビランツの再検討」『西南学院大学商学論集』第21巻第3号 1974年11月 113～158頁．
- 「ディナミッシェ・ビランツの基底」（I）『西南学院大学商学論集』第22巻第3号 1975年11月 115～154頁．（II）『西南学院大学商学論集』第23巻第4号 1976年2月 121～151頁．
- 「ディナミッシェ・ビランツの生成－1673年の『フランス商業条令』について－」（I）『西南学院大学商学論集』第23巻第2号 1976年8月 81～117頁．（II）『西南学院大学商学論集』第23巻第3号 1976年12月 87～145頁．
- 「ディナミッシェ・ビランツの継承」（I）『西南学院大学商学論集』第24巻第2号 1977年9月 121～155頁．（II）『西南学院大学商学論集』第24巻第3号 1977年12月 119～154頁．
- 「ディナミッシェ・ビランツの生成－1861年の『ドイツ一般商法典』について－」（I）『西南学院大学商学論集』第25巻第3号 1978年12月 204～248頁．（II）『西南学院大学商学論集』第26巻第2号 1979年9月 56～82頁．（III）『西南学院大学商学論集』第26巻第3号 1979年12月 57～84頁．
- 「ディナミッシェ・ビランツの生成」『會計』（森山書店）第116巻第5号 1979年11月 61～82頁．
- 「ディナミッシェ・ビランツの生成」『私学研修』（私学研修福祉会）第84号 1980年7月 106～120頁．
- 「ディナミッシェ・ビランツの再吟味」『西南学院大学商学論集』第27巻第3号 1980年12月 29～71頁．
- 「ディナミッシェ・ビランツにおける比較性の原則」『西南学院大学商学論集』第27巻第4号 1981年3月 75～113頁．
- 「ディナミッシェ・ビランツにおける時価償却思考」（I）『西南学院大学商学論集』第29巻第2号 1982年10月 43～62頁．（II）『西南学院大学商学論集』第29巻第3･4号 1983年3月 459～491頁．
- 「ディナミッシェ・ビランツにおける恒常在高思考」（I）『西南学院大学商学論集』第30巻第2号 1983年10月 19～42頁．（II）『西南学院大学商学論集』第31巻第1号 1984年6月 1～26頁．（III）『西南学院大学商学論集』第31巻第3号 1984年12月 55～70頁．
- 「ディナミッシェ・ビランツ生成前史」『會計』（森山書店）第124巻第6号 1983年12月 26～44頁．
- 「ゲルトマッハーの力維持思考－ディナミッシェ・ビランツの継承として－」（I）『西南学院大学商学論集』第31巻第4号 1985年3月 1～17頁．（II）『西南学院大学商学論集』第32巻第1号 1985年6月 55～84頁．
- 「マールベルクの中和化思考－ディナミッシェ・ビランツの継承として－」（I）『西南学院大学商学論集』第32巻第3号 1985年12月 1～32頁．（II）『西南学院大学商学論集』第32巻第4号 1986年3月 1～23頁．
- 「ディナミッシェ・ビランツの生成契機－貸借対照表価値論争をめぐって－」（I）『西南学院大学商学論集』第33巻第1号 1986年5月 1～27頁．（II）『西南学院大学商学論集』第33巻第2号 1986年10月 1～42頁．
- 「近代会計の基底を尋ねて」『大学時報』（日本私立大学連盟）　第37巻第198号 1988年1月 127頁．
- 「ディナミッシェ・ビランツの生成と課題－貸借対照表価値論争をめぐって－」『産業經理』（産業經理協会）第47巻第4号 1988年1月 60～68頁．
- 「貸借対照表価値論争とディナミッシェ・ビランツ」『会計史学会年報』（日本会計史学会）第6号 1988年3月 43～59頁．
- "The Controversy on Value in the Balance Sheet and the Dynamic Accounting Theory"『会計史学会年報』（日本会計史学会）第6号 1988年3月 79～81頁．
- 「伝統理論における資産概念」『企業会計』（中央経済社）第40巻第10号 1988年10月 28～35頁．
- 「貸借対照表と情報会計」『西南学院大学商学論集』第36巻第1号 1989年6月 1～11頁．
- 「西ドイツの会計制度と秘密積立金」『産業經理』（産業經理協会）第49巻第3号 1989年10月 43～51頁．
- 「情報ニーズの拡大と基準転換」『企業会計』（中央経済社）第41巻第12号 1989年12月 60～66頁．
- 「秘密積立金と選択権」『西南学院大学商学論集』第36巻第3･4号 1990年3月 211～237頁．
- 「繰延収益の負債化問題」『税経通信』（税務経理協会）第45巻第12号 1990年10月 16～23頁．
- 「財務諸表論」『税経セミナー』（税務経理協会）第36巻第15号 1991年1月 187頁．
- 「負債化能力と繰延収益」『西南学院大学商学論集』第37巻第3･4号 1991年2月 27～42頁．
- 「ドイツ会計制度と貸借対照表能力」『産業經理』（産業經理協会）第51巻第2号 1991年7月 23～32頁．
- 「貸借対照表能力の画定メカニズム」『西南学院大学商学論集』第38巻第1･2号 1991年10月 1～20頁．
- 「ドイツ会計制度と貸借対照表能力の問題点」『會計』（森山書店）第140巻第5号 1991年11月 81～97頁．
- 「固定資産の除却および売却」『税経セミナー』（税務経理協会）第36巻第15号 1991年11月 148～149頁．
- 「個別償却と総合償却」『税経セミナー』（税務経理協会）第36巻第15号 1991年11月 150～152頁．
- 「貸借対照表能力の問題点」『西南学院大学商学論集』第38巻第3･4号 1992年3月 69～84頁．
- 「ドイツ会計制度における貸借対照表能力の帰属問題」『西南学院大学商学論集』第39巻第1･2号 1992年9月 25～43頁．
- 「貸借対照表能力の帰属問題」『国民経済雑誌』（神戸大学）第166巻第5号 1992年11月 21～38頁．
- 「静態論と貸借対照表能力」『西南学院大学商学論集』第39巻第3･4号 1993年3月 51～82頁．
- 「貸借対照表能力の起点」『企業会計』（中央経済社）第45巻第6号 1993年6月 126～134頁．
- 「動態論の構造・覚え書」『西南学院大学商学論集』第40巻第1･2号 1993年6月 25～48頁．
- 「貸借対照表能力の帰属と対象」『會計』（森山書店）第144巻第5号 1993年11月 46～64頁．
- 「動態論の貸借対照表能力」（I）『西南学院大学商学論集』第40巻第3号 1994年1月 1～15頁．（II）『西南学院大学商学論集』第40巻第4号 1994年3月 1～16頁．（III）『西南学院大学商学論集』第41巻第1号 1994年6月 1～25頁．
- 「貸借対照表能力と静態論」『会計史学会年報』（日本会計史学会）第12号 1994年3月 1～13頁．
- "Assets and Liabilities of Static Accounting"『会計史学会年報』（日本会計史学会）第12号 1994年3月 81～83頁．
- "A Study on Definition and Recognition of Assets and Liabilities"　"Japanese Accounting Forum"（Japan Accounting Association）Oktober,   1994, pp.25～30.
- 「貸借対照表能力と選択権」『會計』（森山書店）第147巻第6号 1995年6月 15～34頁．
- 「簿記の歴史・覚え書」『西南学院大学商学論集』第42巻第1･2号 1995年12月 35～47頁．
- 「貸借対照表能力の実相」『西南学院大学商学論集』第42巻第3･4号 1996年2月 39～61頁．
- 「動態論と複式簿記」『西南学院大学商学論集』第43巻第1号 1996年6月 1～13頁．
- 「試算表と精算表」『税経セミナー』（税務経理協会）臨時増刊号 1997年3月 63～73頁．
- 「貸借対照表評価の価額問題－価額論争の経緯－」『西南学院大学商学論集』第44巻第1･2号 1997年12月 65～93頁．
- 「貸借対照表評価の選択権問題－秘密積立金政策の転換－」『西南学院大学商学論集』第44巻第3･4号 1998年2月 43～72頁．
- 「貸借対照表評価の価額問題－価額論争の終息－」『西南学院大学商学論集』第45巻第1号 1998年6月 1～32頁．
- 「選択権と貸借対照表能力」『商学論叢』（福岡大学）第43巻第4号 1999年3月 957～986頁．
- 「静態論の財産計算」『西南学院大学商学論集』第46巻第3･4号 2000年2月 21～32頁．
- 「シュマーレンバッハの動的貸借対照表論」『経済学論集』（神戸学院大学）第31巻第4号 2000年3月 17～34頁．
- 「動態論の損益計算」『西南学院大学商学論集』第47巻第1号 2000年6月 1～17頁．
- 「簿記の構造・覚え書」『西南学院大学商学論集』第47巻第2号 2000年10月 1～22頁．
- 「ドイツ固有の簿記の成立－Grammateus, Henricus 1518年－」『西南学院大学商学論集』第48巻第2号 2001年10月 1～30頁．
- 「ドイツ固有の簿記の展開－Gottlieb, Johann 1531年－」『西南学院大学商学論集』第48巻第3･4号 2002年2月 23～52頁．
- 「ドイツ固有の簿記の展開－von Ellenbogen Erhart 1537年－」（I）『西南学院大学商学論集』第49巻第1号 2002年6月 91～120頁．（II）『西南学院大学商学論集』第49巻第2号 2002年9月 51～70頁．
- 「ドイツ固有の簿記の発展－Gottlieb, Johann 1546年－」（I）『西南学院大学商学論集』第49巻第1号 2002年6月 1～38頁．（II）『西南学院大学商学論集』第49巻第2号 2002年9月 1～32頁．
- 「ドイツ固有の簿記の残影－Kaltenbrunner, Jacob 1565年－」『西南学院大学商学論集』第50巻第1･2号 2003年9月 1～29頁．
- 「ドイツ簿記の16世紀－印刷本の年表と目録－」『西南学院大学商学論集』第50巻第1･2号 2003年9月 109～138頁．
- 「16世紀前半におけるドイツ固有の簿記」『松山大学論集』（松山大学）第15巻第2号 2003年6月 57～82頁．
- 「ドイツ簿記とイタリア簿記の交渉－Schweicker, Wolffgang 1549年－」（I）『西南学院大学商学論集』第50巻第3号 2003年12月 1～22頁．（II）『西南学院大学商学論集』第50巻第4号 2004年3月 1～36頁．（III）『西南学院大学商学論集』第51巻第1号 2004年7月 1～59頁．
- 「16世紀における複式簿記の風景」『西南学院大学商学論集』第51巻第1号 2004年7月 137～171頁．
- 「複式簿記の歴史と構造」『経済論叢』（近畿大学）第2巻第1号 2004年4月 1～11頁．
- 「イタリア簿記の原型－Pacioli, Luca 1494年－」（I）『西南学院大学商学論集』第51巻第2号 2004年9月 1～45頁．（II）『西南学院大学商学論集』第51巻第3･4号 2005年2月 1～34頁．
- 「ドイツにおけるイタリア簿記の発展－Goessens, Passchier 1594年－」（I）『西南学院大学商学論集』第52巻第1号 2005年6月 1～25頁．（II）『西南学院大学商学論集』第52巻第2号 2005年9月 1～41頁．（III）『西南学院大学商学論集』第52巻第3号 2005年12月 1～48頁．
- 「ドイツにおけるイタリア簿記の展開－Sartorium, Wolffgangum 1592年－」（I）『西南学院大学商学論集』第52巻第4号 2006年3月 1～28頁．（II）『西南学院大学商学論集』第53巻第1号 2006年6月 1～23頁．（III）『西南学院大学商学論集』第53巻第2号 2006年9月 1～38頁．
- 「ドイツにおけるイタリア簿記の再生－Gamersfelder, Sebastian 1570年－」（I）『西南学院大学商学論集』第53巻第3･4号 2007年2月 25～79頁．（II）『西南学院大学商学論集』第54巻第1号 2007年6月 27～79頁．（III）『西南学院大学商学論集』第54巻第2号 2007年9月 49～106頁．
- 「複式簿記会計への進化－17世紀から19世紀までの単式簿記と複式簿記－」（I）『西南学院大学商学論集』第54巻第3号 2007年12月 1～42頁．（II）『西南学院大学商学論集』第54巻第4号 2008年2月 1～43頁．（III）『西南学院大学商学論集』第55巻第1号 2008年6月 1～58頁．
- 「冒険貸借と徴利禁止令－大航海時代における複式簿記からの疑問－」『商学論叢』（近畿大学）第54巻第1号 2008年7月 9～19頁．
- 「冒険貸借と徴利禁止令－大航海時代における複式簿記からの疑問－」『会計史学会年報』（日本会計史学会）第27号 2009年3月 13～27頁．
- “The Influence of Canonical Prohibition against Intrest  upon Bottomry － Double-Entry Bookkeeping in The Age of Discovery －” 『会計史学会年報』（日本会計史学会）第27号 2009年3月 97頁．
- 「記録の起源と複式簿記の記録」（I）『西南学院大学商学論集』第56巻第3･4号 2010年3月 31～48頁．（II）『西南学院大学商学論集』第57巻第1号 2010年6月 1～27頁．（III）『西南学院大学商学論集』　第57巻第2号 2010年9月 1～28頁．（IV）『西南学院大学商学論集』第58巻第4号 2012年3月 1～29頁．（V）『西南学院大学商学論集』第59巻第1号 2012年6月 1～28頁．（VI）『西南学院大学商学論集』第59巻第2号 2012年9月 1～33頁．
- 「ドイツ固有の簿記の再考－von Ellenbogen, Erhart 1538年－」『西南学院大学商学論集』第57巻第3号 2010年12月 1～45頁．
- 「ドイツ固有の簿記の再説－von Ellenbogen, Erhart 1537年－」『西南学院大学商学論集』第57巻第4号 2011年3月 1～39頁．

## 資料
- 「架空利潤の計算－ベンダーの見解について－」『西南学院大学商学論集』第18巻第1号 1971年6月 95～109頁．
- 「稼得利潤と処分可能利潤－エントレスの見解について－」（I）『西南学院大学商学論集』第20巻第1号 1973年6月 123～167頁．（II）『西南学院大学商学論集』第20巻第2号 1973年8月 117～153頁．（補）『西南学院大学商学論集』第20巻第3号 1973年11月 243～283頁．（III）『西南学院大学商学論集』第20巻第4号 1974年2月 195～228頁．（IV）『西南学院大学商学論集』第21巻第1号 1974年5月 295～345頁．（V）『西南学院大学商学論集』第21巻第2号 1974年8月 83～130頁．
- 「ディナミッシェ・ビランツの研究－損益計算における貨幣価値調整－」『西南学院大学商学論集』第21巻第4号 1975年2月 197～221頁．
- 「ディナミッシェ・ビランツの研究－貨幣価値調整についての例示－」『西南学院大学商学論集』第23巻第4号 1977年2月 79～104頁．
- 「ワルプの貸借対照表学説史－ドイツ高等商事裁判所の判決からシェフラーの貸借対照表論まで－」『西南学院大学商学論集』第25巻第1号 1978年6月 49～77頁．
- 「ディナミッシェ・ビランツの研究－貸借対照表法規の展開について－」（I）『西南学院大学商学論集』第25巻第2号 1978年9月 53～84頁．（II）『西南学院大学商学論集』第25巻第3号 1978年12月 361～389頁．
- 「ディナミッシェ・ビランツの生成－貸借対照表法規と判決について－」『西南学院大学商学論集』第26巻第1号 1979年6月 185～204頁．
- 「シュマーレンバッハの文献目録」『西南学院大学商学論集』第26巻第2号 1979年9月 83～123頁．
- 「カメラル会計の構造－行政カメラル学について－」『西南学院大学商学論集』第26巻第3号 1979年12月 85～122頁．
- 「カメラル会計の構造－経営カメラル学について－」『西南学院大学商学論集』第26巻第4号 1980年3月 81～119頁．
- 「カメラル会計の展開－ワルプの見解について－」（I）『西南学院大学商学論集』第27巻第1号 1980年6月 59～79頁．（II）『西南学院大学商学論集』第27巻第2号 1980年10月 79～98頁．
- 「ドイツ貸借対照表法史の研究」（I）『西南学院大学商学論集』第28巻第4号 1982年3月 67～90頁．（II）『西南学院大学商学論集』第29巻第1号 1982年8月 49～74頁．
- 「ディナミッシェ・ビランツの新展開－シェミレヴィッチのFBEシステム論について－」（I）『西南学院大学商学論集』第29巻第2号 1982年10月 63～105頁．（II）『西南学院大学商学論集』第30巻第1号 1983年6月 49～85頁．
- 「ディナミッシェ・ビランツと正規の簿記の諸原則」『西南学院大学商学論集』第30巻第2号 1983年10月 97～116頁．
- 「正規の簿記の諸原則について－ディナミッシェ・ビランツの理解のために－」『西南学院大学商学論集』第31巻第2号 1984年11月 123～163頁．
- 「ディナミッシェ・ビランツの研究－貸借対照表価値論争の出発点について－」『西南学院大学商学論集』第33巻第1号 1986年5月 73～86頁．
- 「『ディナミッシェ・ビランツ』－文献解題」『西南学院大学商学論集』第33巻第3号 1986年12月 81～106頁．
- 「ドイツ税法会計史の研究－バルト著『貸借対照表法の発展』をめぐって－」『西南学院大学商学論集』第34巻第3号 1987年11月 153～175頁．
- 「秘密準備金の分類」『西南学院大学商学論集』第35巻第4号 1989年3月 161～183頁．
- 「ドイツ商法における貸借対照表能力」『西南学院大学商学論集』第37巻第3･4号 1991年2月 181～211頁．
- 「貸借対照表能力と経済財」（I）『西南学院大学商学論集』第38巻第1･2号 1991年10月 51～83頁．（II）『西南学院大学商学論集』第38巻第3･4号 1992年3月 197～212頁．
- 「スタディ・グループ報告要旨『貸借対照表能力に関する研究』（中間報告）」『企業会計』（中央経済社）第43巻第12号 1991年12月 88頁．
- 「スタディ・グループ報告『貸借対照表能力に関する研究』（中間報告）」『日本会計研究学会会報』（日本会計研究学会）1992年4月 19～20頁．
- 「ドイツ税法と資産化能力のある経済財」『西南学院大学商学論集』第39巻第1･2号 1992年9月 153～184頁．
- 「スタディ・グループ報告要旨『貸借対照表能力に関する研究』（最終報告）」『企業会計』（中央経済社）第44巻第12号 1992年12月 87～89頁．
- 「スタディ・グループ報告『貸借対照表能力に関する研究』（最終報告）」『日本会計研究学会会報』（日本会計研究学会）1993年4月 16～18頁．
- 「簿記理論研究部会報告『簿記における利益計算システムの研究』（中間報告）」『日本簿記学会年報』（日本簿記学会）第11号 1996年10月 99～104頁．
- 「会計制度における『選択権』の行使とこれに伴う秘密積立金政策の転換に関する研究」『Seinan Ricerca』（西南学院大学学術研究所）第1号 1996年10月 16～17頁．
- 「1985年のドイツ商法と貸借対照表能力」『西南学院大学商学論集』第43巻第2号 1996年9月 83～107頁．
- 「簿記理論研究部会報告『簿記における利益計算システムの研究』（最終報告）」『日本簿記学会年報』（日本簿記学会）第12号 1997年10月 7～13頁．
- 「複式簿記の発達とその背景にある中世ドイツ都市史および商業史に関する実例研究」『Seinan Ricerca』（西南学院大学学術研究所）第10号 2006年2月 4～5頁．
- 「16世紀から18世紀までにドイツに出版される簿記の印刷本の目録」『西南学院大学商学論集』第54巻第3号 2007年12月 169～196頁．
- 「複式簿記会計の歴史と論理－ドイツ簿記の16世紀から複式簿記会計への進化－」『西南学院大学商学論集』第55巻第1号 2008年6月 187～205頁．
- 「大航海時代の到来によって変化する交易形態の実状と16世紀・商業帳簿の記録の研究」『Seinan Ricerca』（西南学院大学学術研究所）第13号 2009年2月 1～3頁．
- 「19世紀のドイツに出版される簿記の印刷本の目録」（I）（II）『西南学院大学商学論集』第57巻第2号 2010年9月 73～100頁．『西南学院大学商学論集』第57巻第3号 2010年12月 161～193頁．
- 「17世紀から19世紀までの商業帳簿が依拠する単式簿記と複式簿記の交差と融合に関する研究」『Seinan Ricerca』（西南学院大学学術研究所）第16号 2012年2月 11～12頁．

## 書評
- 「ウォルター・エンドレス著『経営の稼得利潤と処分可能利潤』」『企業会計』（中央経済社）第26巻第1号 1974年1月 182～183頁．
- 「五十嵐邦正著『静的貸借対照表論の展開』」『會計』（森山書店）第144巻第5号 1993年11月 141～144頁．

## 辞典執筆
- 『会計学辞典』（第4版）（神戸大学会計学研究室編）　執筆項目（「カメラル簿記」「ゲルトマッハーの会計学説」「マールベルクの会計学説」）　同文舘　1976年10月 158～159 / 321～322 / 1093頁．
- 『現代簿記会計用語辞典』（宇南山英夫・安平昭二編）　執筆項目（「運動貸借対照表」「会計史学」「貨幣資本維持説」「期末棚卸制度」「金融経済的貸借対照表」「口別損益計算」「購買力資本維持説」「資金動態論」「実質資本維持説」「実体資本維持説」「収支的貸借対照表論」「静態論」「貸借対照表制度」「貸借対照表論」「多元評価」「動態論」「費用動態論」「名目資本維持説」「リトルトン」）　同文舘　1983年11月 22～23 / 39～40 / 62/85～86 / 91～92/ 93 / 135 /171 / 178～179 / 179 / 195～196 / 236～237 / 258 / 260 / 263～264 / 293～294 / 330～331 / 375～376 / 393頁．
- 『会計学大辞典』（第4版）（森田哲彌・岡本清・中村忠編）　執筆項目（「移管品」「自製材（原）料」「正規の簿記の原則」「貸借対照表能力」「棚卸資産」「棚卸資産原価」「投資」）　中央経済社　1996年9月 15～16 / 488 / 609～610 / 688 / 698～699 / 701 / 792頁．
- 『会計学辞典』（第5版）（神戸大学会計学研究室編）　執筆項目（「カメラール簿記」「基礎有高法」「ゲルトマッハー」「拘束有高」「支出」「収益」「収入」「成果」「損益」「貸借対照表能力」「投機有高」「費用」「マールベルク」）　同文舘　1997年6月 182～183 / 277～278 / 364～365 / 437 / 596 / 651～652 / 665 / 739 / 819 / 835～836 / 931 / 1047～1048 / 1146～1頁．
- 『現代会計用語辞典』（興津裕康・大矢知浩司編）　執筆項目（「後給付」「財産法」「財産目録」「中和化」「動的貸借対照表」「前給付」）　税務経理協会　1999年12月 3 / 90 / 90～91 / 169～170 / 185～186 /22　4頁.
- 『現代簿記会計用語辞典』（第2版）（宇南山英夫・安平昭二編）執筆項目　（「運動貸借対照表」「貨幣資本維持説」「期末棚卸制度」「金融済的貸借対照表」「口別損益計算」「購買力資本維持説」「資金動態論」「実質資本維持説」「実体資本維持説」「収支的貸借対照表論」「シュマーレンバッハ」「静態論」「貸借対照表制度」「貸借対照表論」「多元評価」「動態論」「費用動態論」「名目資本維持説」「リトルトン」）同文舘　2001年4月 18～19 / 52 / 73～74 / 79 / 81 / 118 / 150 / 157～158 / 158 / 172～173 / 177～178 / 208 / 228 / 229 / 233 / 259 / 291～292 / 329 / 343～344.頁．
- 『現代会計用語辞典』（第2版）（興津裕康・大矢知浩司編）　執筆項目（「後給付」「財産法」「財産目録」「中和化」「動的貸借対照表」「前給付」）　税務経理協会　2002年4月 3 / 98 / 98～99 / 180 / 196～197 / 237頁．
- 『現代会計用語辞典』（第3版）（興津裕康・大矢知浩司編）執筆項目（「後給付」「財産法」「財産目録」「中和化」「動的貸借対照表」「保守主義の原則」「前給付」）　税務経理協会　2005年5月 3 / 102 / 102 / 187 / 203～204 / 242 / 245頁．
- 『会計学大辞典』（第5版）（安藤英樹・新田忠誓・伊藤邦雄・廣本敏郎編）　執筆項目（「移管品」「自製材（原）料」「正規の簿記の原則」「貸借対照表能力」「棚卸資産」「棚卸資産原価」「投資」）　中央経済社　2007年5月 21 / 634 / 793～794 / 893～894 / 913 / 1027　1028頁.
- 『会計学辞典』（第6版）（神戸大学会計学研究室編）執筆項目（「一致の原則」「基礎有高法」「ゲルトマッハー」「拘束有高」「資産」「資産の現金性」「支出」「シュヴァイカー」「収益」「収入」「シュマーレンバッハ」「成果」「損益」「貸借対照表能力」「投機有高」「比較性の原則」「費用」「評価論の発展」「フィッシャー」「マールベルク」）　同文舘　2007年11月 25～26 / 274～275 / 358 / 432 / 577～578 / 578～579 / 582～583 / 628～629 / 643 / 651～652 / 714 / 784～785 / 799～800 /  901 / 1001～1002 / 1013～1014 / 1018～1019 / 1032～1033 / 1110～1111頁．

## その他
- 「ゼミナール訪問」『旺文社・大学受験ラジオ講座』第26巻第16号 1978年3月 140頁.
- 「森川先生の思い出」『もろびとこぞりて 森川和子・竹原トミの想い出』梓書院　1987年2月 98～99頁.
- 「読まず嫌い」『西南学院大学図書館報』第123号 1990年4月 4頁．
- 「雲の柱・火の柱」（「『建学の精神』に想うこと」）"SEINAN Sprit"（西南学院大学企画広報課）第137号 2001年6月 22頁.
- 「部長を引き継いで想うこと」『西南茶道』（西南学院大学茶道部）第50号 2005年11月 5～6頁.
- 「新書紹介」（『複式簿記の歴史と論理』）"SEINAN Sprit"（西南学院大学企画広報課）第156号 2006年3月 25頁.
- 「茶道部創立50周年を祝して想うこと」『西南茶道』（西南学院大学茶道部）第51号 2006年11月 10～11頁.
- 「初代部長との奇しきご縁」『西南茶道』（西南学院大学茶道部）第52号 2007年11月 6頁.
- 「笠井先生と私」『笠井昭次先生の人と学問』（古稀記念論作集・第3巻）慶應義塾大学20　2009年11月 371～372頁.・
- 「新書紹介」（『複式簿記会計の歴史と論理』）　"SEINAN Sprit"（西南学院大学企画広報課）第168号 2009年3月 25頁.
- 「新書紹介」（『16世紀におけるドイツ固有の簿記とイタリア簿記の交渉と融合』）"SEINAN Sprit"（西南学院大学企画広報課）第181号 2012年6月 22頁.
- 「新書紹介」（『複式簿記生成史の研究』）"SEINAN Sprit"（西南学院大学企画広報課）第183号 2012年11月 15頁.

## 学会報告
国内報告は多数のために省略。
国外報告
- 「戦後日本の会計制度の発展」（"Entwicklung des Rechnungswesens in Japan nach dem Zweiten Weltktieg"）フンボルト大学とベルリン自由大学の共催（Colloquiums zur Wirtschafts- 　und Sozialgeschichte, in: Humboltdt-Universität und Freien Universität Berlin）2001年10月 29日。
- 「戦後日独の会計制度の比較」（"Vergleich des japanischen und deutschen Rechnungswesens nach dem Zweiten Weltktieg"）フンボルト大学とベルリン自由大学の共催（Colloquiums zur Wirtschafts-   und Sozialgeschichte, in:　Humboltdt-Universität und Freien Univers   ität Berlin）2002年10月 30日。
- 「日欧の複式簿記史の比較」（"komparativní studium dèjin úcetníĉh syttému v Japonsku a Evropĕ"）カレル大学・哲学部・東洋研究所の主催（Mezináro　dním symposiu o problemeatice hospodářskŷch dĕjin, in: Ûstav Dálného vŷchodu, Filozofická fakulta, Univerzita Karlova）2002年11月1日。

## 研究費補助と出版助成
- 『1861年のドイツ商法における財産目録と貸借対照表の研究』「科学研究費補助金・一般研究（C）」1978年
- 『ドイツ株式法における財産目録と貸借対照表の研究』「科学研究費補助金・一般研究（C）」1979年
- 『ドイツ商法および税法の変遷に伴う貸借対照表に関する評価規定の研究』「科学研究費補助金・一般研究（C）」1984年
- 『ドイツ貸借対照表価値・計上論争の経緯と株式会社会計の変貌に関する研究』「科学研究費補助金・一般研究（C）」1987年
- 『貸借対照表計上能力の史的変遷とその画定メカニズムに関する研究』「科学研究費補助金・一般研究（C）」1992年
- 『会計制度における『選択権』の行使とこれに伴う秘密積立金政策の転換に関する研究』「西南学院大学・特別研究（C）」1994年～1995年
- 『会計制度における貸借対照表計上能力のメカニズムとその国際的調和化に関する研究』「科学研究費補助金・一般研究（C）」1994年～1995年
- 『貸借対照表計上能力の拡大と計上選択権による秘密積立金政策の転換に関する研究』「科学研究費補助金・基盤研究（C）」1996年～1997年
- 『貸借対照表能力論』「科学研究費補助金・研究成果公開促進費」1998年
- 『複式簿記の歴史性と論理性に関する研究－16世紀のドイツ固有の簿記とイタリア簿記－』「科学研究費補助金・基盤研究（C）（2）」2002年～2003年
- 『複式簿記の発達とその背景にある中世ドイツの都市史および商業史に関する実例研究』「西南学院大学・特別研究（C）」2003年～2004年
- 『複式簿記の歴史と論理－ドイツ簿記の16世紀－』「西南学院大学・出版奨励基金」2005年
- 『16世紀・ドイツにおけるイタリア簿記の導入とその後の展開と発展に関する研究』「科学研究費補助金・基盤研究（C）」2005年～2006年
- 『大航海時代の到来によって変化する交易形態の実状と16世紀・商業簿記の研究』「西南学院大学・特別研究（C）」2006年～2007年
- 『大航海時代の到来によって変化する取引形態と16世紀の複式簿記の対応に関する研究』「科学研究費補助金・基盤研究（C）」2007年～2009年
- 『複式簿記会計の歴史と論理－ドイツ簿記の16世紀から複式簿記会計への進化－』「西南学院大学・出版助成金」2008年
- 『17世紀から19世紀までの商業簿記が依拠する単式簿記と複式簿記の交差と融合に関する研究』「西南学院大学・特別研究（C）」2009年～2010年
- 『17世紀から19世紀までの年度決算書単式簿記と複式簿記の交差と融合に関する研究』「科学研究費補助金・基盤研究（C）」2010年～2012年
- 『複式簿記生成史の研究－ドイツ固有の簿記とイタリア簿記の交渉と融合－』「科学研究費補助金・研究成果公開促進費」2012年

## 付記
最後に、教育者としての「人となり」、研究者としての「人となり」をヨリ知るために、停年退職に関わる2つの「謝辞」を紹介しておくことにする。
最終講義の謝辞
「西南学院大学」に奉職して、はや45年。赴任してからは「簿記原理「と「会計学原理」、後には「会計史」の講義も担当させてもらったが、古稀を迎えたところで、停年退職。この授業が私の最終講義ということになる。ほぼ半世紀の長きに亘り、教鞭を執らせてもらったともなると、いろんな想いが走馬灯のように駆け巡って、感慨もひとしお。柄にもなく、私は感傷的な気分になろうというものである。－以下の「１年間の講義の総括」は省略－
かつて、私が赴任した時には、不遜にも、「西南大ならではの講義をしてみたい」、「ただ『このようになっている』とだけ覚えてもらうのではなく、『そのようになっているのはなぜか』を自ら想い悩み考え自ら納得してもらえるような講義にしてみたい」と誓ったものである。その支柱となったのは、私の2人の指導教授の教えがあったからこそである。
まずは、1本目の支柱になったのは、学部の指導教授であった小島男佐夫先生の教えである。私は赴任する挨拶に、先生のお宅を訪問した時のこと、帰り際に、突然、笑顔ながらも、厳しい口調で、「おまえ、嘘を吐いたらならんぞ」と先生。私は「そんなにホラ吹きだったのかな」と不審顔でいると、「おまえなぁ、講義で嘘を言ってしまったら、学生はそれを信じてしまう。これほど罪深いことはないぞ」と先生。私は「そんなことを言われても、分からないことは一杯あるのに。だからこそ、先生も研究に研究を重ねておられるのでは」と怪訝顔でいると、先生は「分からんことがあったら、『分からん』と学生に正直に言わんかい。それをしたくなかったら。分からんことは勉強せんかい。研究せんかい。頑張らにゃいかんぞ」と烈しい口調で、私を激励されたことは忘れられない。
そこで、私に分からないことは、調べに調べて研究。講義では、学生に嘘を吐かないように努めた積りではある。それでも、私に分からないことは、まさに謎の謎解きに挑戦。自ら想い悩み考え自ら納得しえなかったなら、講義では、「ここのところは、私にもよう分からんのだが、このように考えられるのではないか。私はこのように思っているのだが」と学生に正直に話した積りではある。
さらに、２本目の柱になったのは、大学院の指導教授であった谷端長先生の教えである。大学院に進学した頃のこと、私のかつての学部では、院生は指導教授の学部の講義に必ず出席するもの(小島先生は例外)と見聞きしていたので、先生に「学部の授業に出席させて頂いてもよろしいですか」と申し上げると、「そんな暇な時間があったら，俺の書いた本を読んでおいてくれ」と先生。それからは、大学院の「演習」は講義らしき講義もなかった。幸い、先生のお宅が私の下宿の近くであったので、帰宅される際には常にお供しながら、時にはバスの車中で、時には六甲台の山道を歩きながら、アレコレ教えを乞うたものである。もともと寡黙な先生であるだけに、「そうか」とだけ一言。この一言の抑揚から、教えを乞うたことで、私が考えていることが正しいか、間違っているかを勝手に判断するしかない。私には、実になつかしい思い出である。私が修士修了論文を作成するようになっても、先生に「このように考えるのですが」と申し上げると、「それを書いて持っておいで」とだけ先生。しばらくすると、私もアレコレ想い悩み考えるので、書き直さねばならないところに気付くようになる。そこで、私が考え抜いた修正点をアレコレ申し上げると、先生は、またもや、「そうか」の一言。「それなら、そこのところを書き直して持っておいで」とだけ先生。このヤリトリが何回、繰り返されたことか。おかげで、私は自ら想い悩み考え自ら納得しうる修士修了論文を完成しえたと自負している。いま思えば、先生は、私が自ら想い悩み考え自ら納得するのを辛抱強く見守っておられたことに気付かされる。
そこで、講義では、学生に自ら想い悩み考え自ら納得してもらうのに、私は辛抱強く見守るように努めた積りでもある。しかし、セッカチな私は、つい喋ってしまいかねない。せめて糸口だけでも話しておこうと、講義の合間に雑談をするのだが、これがあらぬ方向に。この雑談を楽しんでくれた学生もいたが、かえって学生の意欲を削ぐことになったのではと危惧している。だとしたら、お許し願いたい。
最終講義を閉じるにあたって、ほぼ半世紀もの長きに亘り、私の１年間の講義を受講して熱心に聴講してくださった学生の皆様に感謝しておきたい。併せて、１６世紀のドイツ商人の帳簿、その冒頭の隅々には執拗なほどに、すべてに感謝の気持ちを込めて、ラテン語で”Laus Deo”(神に感謝)と書き記したことに倣い、最後の最後になってしまったが、私のすべてに感謝の気持ちを込めて、「西南学院大学」に感謝の言葉と惜別の言葉を申し添えて、私の謝辞としたい。「ありがとう」。そして、「さようなら」。
　　　　　　　　　　　　　　　　　　　　　　　　　　　　　　　　　　　　　　　　　　　　　　　2013年１月１７日
停年退職の謝辞
「西南学院大学」に奉職して、はや45年。私は昨年の皐月に古稀の祝いを迎えることができた。「古稀」は杜甫の詩句「人生七十古来稀なり」に由来する。今日の平均寿命からすれば、特に珍しいことでもないが、幼少の頃から虚弱体質。20歳までの寿命と言われた私は、ここまで命長らえたことを大いに喜びたい。それよりも、本年弥生末日を以って停年退職。博多弁には、「好き易すの厭き易す」という言葉があるそうだが、まさに厭きっぽいこの私が、よくぞここまでと、自身が驚いている。私が赴任した頃は、教員も職員も今日の半数ほどでしかなく、まさに「西南ファミリー」が根付いていた良き時代。それでいて、「西南大は遅れている」との批判も飛び交い、躍進する時代であった。私が大学の最前線に立たされた間は、「遅れているのも幸い、進んでいる大学の実状をつぶさに調査して、西南大に合った最高のシステムを構築すればよいではないか」と思いながら、実際、そのように努めた積もりではある。　
すでに、私のゼミナールから輩出した学部の学生は1,030余名。大学院の学生は40余名。ここまでやれたのは、これだけの学生に恵まれたからかもしれない。赴任した頃の私は、「文武両道」とばかりに、学生時代に少しは鍛えた「遊び事」にも自信があってか、不遜ながら、学生を遊んでやっているような気持ちでいたのだが、学生の文武両道は日進月歩、私の遊び事は全く疏かになってしまい、いつのまにか、学生に遊んでもらっているような気持ちに。これだけの学生が社会・学界に巣立って、良き家庭人、優れた社会人・学界人として活躍しているのを見聞きするにつれて、私はこの実に楽しかった日々が走馬燈のように思い出される。ゼミナールの卒業生の多幸を祈念するばかりである。　
もちろん、私は西南大の環境に感謝しておかねばならない。私が赴任した頃の「学術研究所」は木造。歩けば廊下がきしむ、まさに「鴬張り」であった。学部別に区画されていないためか、口の悪い先生からは、「雑居小屋」と愛称されていた。これが私には大いに幸いした。私の研究は「ドイツ簿記の16世紀から今日の複式簿記会計への進化」。16世紀といえば「大航海時代」。ヨーロッパ全土を巻き込んだ「商業革命」と「宗教改革」の時代でもある。中世のドイツ語はもちろん、英語、フランス語、イタリア語、オランダ語、はてはラテン語まで読み熟なさねばならない。幸いに、この雑居小屋には、いずれの語学も専門とされる先生がおいでになるので、直接に教えを乞うことも可能である。いつでも私に時間を割いて懇切に教えて頂いたものである。さらに、経済史を専門とされる先生からは、国内外の資料目録まで作成して頂いたものである。宗教史を専門とされる先生からは、カトリック教会法に公布された「徴利禁止令」について、これを発令した教皇の膨大な教書集まで探し出してもらい、ラテン語に全く不案内の私に翻訳までして教えて頂いたものである。後に改築されて、私に新たに愛称される、この「学際ビル」こそは、まさに「知識の生きる宝庫」。いつでも私の家庭教師になってもらえる先生がおいでになる研究棟であったことになる。　
そのようなわけで、この多くの先生の力添えによって出版しえた著書は、幸いにも、ほとんど学会賞にノミネート。事実、「日本会計研究学会太田賞」、「日本簿記学会賞」と「日本会計史学会賞」を受賞。私は簿記と会計に関わる学会賞の稀有の「三冠王」に輝くことができた。研究仲間からは、「学会賞あらし」の異名すら頂戴したものだが、異口同音に、これだけの研究が私1人でできたことに驚き、不思議がられたものである。私はこの西南大の環境をいくら説明しても、なかなか納得してもらえなかったほどである。この多くの先生に感謝しておかねばならない。　
これに併せて、職員の皆様にも感謝しておかねばならない。大学図書館には、困難を極めた資料収集に尽力して頂いたこと、学術研究所には、幾度となく研究費補助や出版助成の煩雑な申請に尽力して頂いたこと、さらに、不本意ながら、大学の最前線に立たされた12年間は、不得手で不器用な私を誠実に支援して頂いたことを思い出しながら、「大学人」として可もなく不可もなく職務を果たしえたようで、私は、改めて、この西南大の環境に感謝しておきたい。
最後になってしまったが、私の古稀を祝して「祝辞」を賜った「西南学院大学」の学長ならびに商学部長、そして、「古稀記念号」を発刊して、私の停年退職を飾って頂いた商学部の先生に感謝の言葉を申し添えて、私の謝辞としたい。
　　　　　　　　　　　　　　　　　　　　　　　　　　　　　　　　　　　　　　　　　　　　　　　　2013年弥生吉日